# カンデレロス層
カンデレロス層（カンデレロスそう）は、アルゼンチンの北部パタゴニアのメンドーサ州・リオネグロ州・ネウケン州に露頭が存在する、ネウケン盆地に分布する地層。ネウケン層群に属する最古の層であり、またRío Limay Subgroup (en) に属する。当該亜層群が層として取り扱われていた際には部層として知られていた。

## 説明
カンデレロス層は模式地がネウケン州に位置するCandeleros Hillであり、これにちなんでWichmann (1929)により命名された。本層はLohan Cura Formation (en) に整合して重なり、その上に本層と同じくネウケン層群の層であるウインクル層が重なる。ウインクル層の堆積物がより明るい緑色および黄色がかった色であるため、カンデレロス層とウインクル層との間の境界は容易に識別が可能である。
あるセクションでは、カンデレロス層の層厚は約300メートルに達する。全体として、本層は網状流路を伴うKokorkom desertの一部を示しており、主に砂岩と礫岩から構成される。また、風成堆積物や湿地環境下で堆積したシルト岩を示すセクションも存在する。一部のセクションでは古土壌も見られる。

## 古生物相

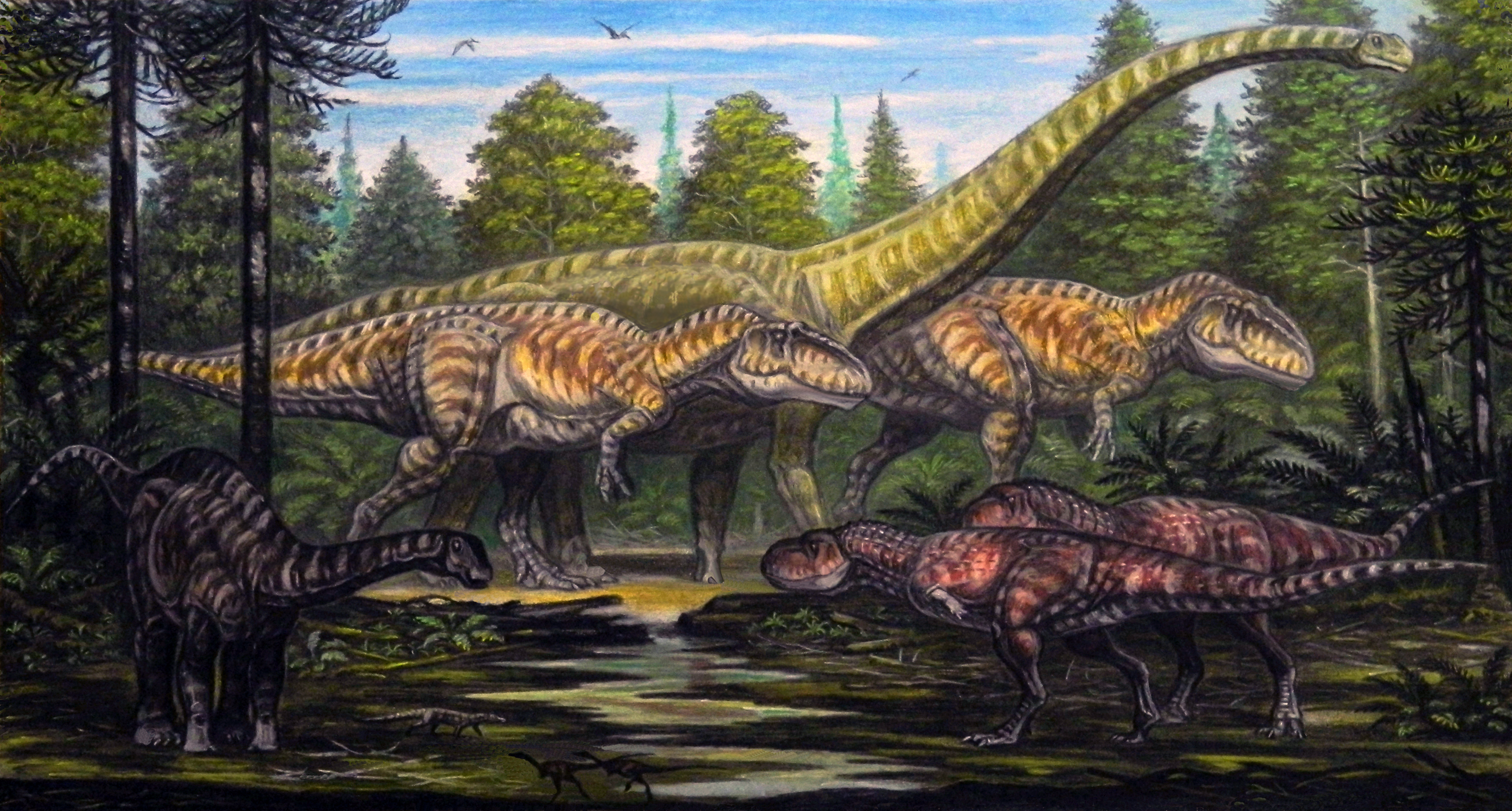
カンデレロス層の動物相。足元に小型ワニ形類のアラリペスクスが描かれている。

カンデレロス層からは複数の恐竜の化石が報告されている。具体的には、アベリサウルス科の獣脚類エクリクシナトサウルス、カルカロドントサウルス科の獣脚類ギガノトサウルス、コエルロサウルス類の獣脚類ビセンテナリア、ドロマエオサウルス類の獣脚類ブイトレラプトル、レッバキサウルス科の竜脚類リマイサウルス、ティタノサウルス類の竜脚類アンデサウルスなどがある。2022年には装盾類のジャカピルが新属として記載・命名された。